# Койот (міфологія)

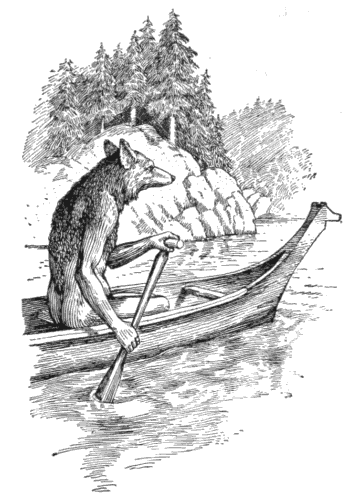

Койот є одним з найпоширеніших персонажів легенд і міфів індіанців північного заходу США. Присутність койота в творах пов'язане з його поширеністю на даній території і особливостями тваринного: розвиненим інтелектом і високою соціалізацією .  Відомий в міфології таких народів як навахо, не-персе, чинуки, кус, якама, васко.
Койот у творах зазвичай виступає другорядним персонажем. Він може використовуватися для контрасту з головним героєм і, на відміну від нього, наділяється не героїчними, а людськими якостями. Як правило, грає роль трикстера, аналогічно Локі в скандинавській міфології . У ряді міфологій койот також виконує й інші міфологічні образи, так, наприклад, в міфології навахо Койот, залишаючись трикстером, «за сумісництвом» є божеством полювання, війни та кохання, винахідником чаклунства .
Здебільшого витівки койота мають позитивний характер . В космогонічних міфах він часом створює світ і перших людей, штовхаючи грудку бруду, екскрементів або згусток крові . У творах, що з'явилися з приходом на американський захід європейців, койот наділяється новою функцією: захисником традиційної індіанської культури від вторгнення європейської. Він стає сатиричним персонажем, що протидіє європейцям. Наприклад, в одній із сучасних історій койот потрапляє в пастку до антрополога, яка бажає одержати розповіді про койота, але обманює чужинця, залишаючи йому лише забруднені екскрементами записи .
Важливість і повчальність історій про койота підкреслюється тим, що індіанці використовували їх в зимовий час, коли скорочувалися господарські роботи і вільний час можна було присвятити духовним святам. З весни й до ранньої осені історії про койота не розповідати .